# مالطا في الألعاب الأولمبية
مالطا في الألعاب الأولمبية تقوم اللجنة الأولمبية المالطية بالإشراف في شؤون مشاركة مالطا في الألعاب الأولمبية، شاركت مالطا أول مرة في الألعاب الأولمبية في دورة 1928 في أمستردان في هولندا، لم تفز مالطا حتى الآن بأي ميدالية في الألعاب الأولمبية.
في الألعاب الأولمبية الشتوية شاركت مالطا أول مرة في دورة 2014 في سوتشي في روسيا ولم تفز حتى الآن بأي ميدالية في هذه الألعاب.